# En vanlig dag när inget särskilt händer
En vanlig dag när inget särskilt händer är en psalm av Anders Frostenson som diktades år 1970 och omdiktades år 1984, och musik komponerades av C H H Parry år 1904.
I Segertoner 1988 är musiken komponerad 1987 av Christer Hultgren.

## Publicerad i
- Den svenska psalmboken 1986 som nr 352 under rubriken "Jesus, vår Herre och broder".
- Psalmer och Sånger 1987 som nr 541 under rubriken "Dagens och årets tider - Under dagen"[1]
- Segertoner 1988 som nr 464 under rubriken "Under dagen".[2]